# اولگا پلیوک
اولگا پلیوک (اوکراینی: Ольга Юріївна Полюк؛ زادهٔ ۱۵ سپتامبر ۱۹۸۷) ورزشکار اهل اوکراین است. وی همچنین از اسکی‌بازان نمایشی در بازی‌های المپیک زمستانی ۲۰۱۰ و ۲۰۱۴ بوده‌است.